# Округ Кент (Тексас)
Округ Кент (енгл. Kent County) је округ у америчкој савезној држави Тексас. По попису из 2010. године број становника је 808.

## Демографија
Према попису становништва из 2010. у округу је живело 808 становника, што је 51 (5,9%) становника мање него 2000. године.
| Група             | 2000.       | 2010.       |
| Белци             | 777 (90,5%) | 669 (82,8%) |
| Афроамериканци    | 2 (0,2%)    | 8 (1,0%)    |
| Азијати           | 0 (0,0%)    | 0 (0,0%)    |
| Хиспаноамериканци | 78 (9,1%)   | 120 (14,9%) |
| Укупно            | 859         | 808         |